# Balzamiranje
Balzamiranje je naziv za vještinu kojom se raznim postupcima, najčešće primjenom raznih kemijskih sredstava nastoje privremeno očuvati ljudski posmrtni ostaci, odnosno usporiti raspadanje, najčešće u svrhu njihovog prikazivanja prilikom pogreba. 
Tri glavna zadatka balzamiranja su: dezinfekcija, prezentacija te očuvanje (ili, kada je to neophodno) rekonstrukcija leša. Balzamiranje je postupak koji ima dugu povijest, s time da se prema njemu različite kulture različito odnose, najčešće iz vjerskih razloga.
Jedna od prvih kultura koja je razvila tehnike balzamiranja leševa bio je Drevni Egipat, gdje su se oni balzamirali u svrhu naknadne mumifikacije. Među najvećim majstorima balzamiranja bili su Kinezi iz dinastije Han.
Neke od poznatih osoba čija su tijela balzamirana su: bl. papa Ivan XXIII., sv. papa Pio X., Abraham Lincoln, Vladimir Lenjin, Eva Perón, Mao Ce-tung, Georgi Dimitrov, Kemal Ataturk i dr.